# Dwór w Starym Wielisławiu
Dwór w Starym Wielisławiu – zabytkowy dwór wybudowany w XVIII w. w Starym Wielisławiu – wsi w Polsce, w województwie dolnośląskim, w powiecie kłodzkim, w gminie Kłodzko, w południowo-zachodniej części Kotliny Kłodzkiej, na pograniczu z Rowem Górnej Nysy.

## Historia
Dwór dolny (Niederhof) wraz z oficyną, dwiema oborami z częścią mieszkalną, spichrzem wschodnim i zachodnim, stajnią z wozownią, aleją kasztanową na podwórzu gospodarczym, tarasem widokowym z balustradą, ogrodzeniem murowano-metalowym stanowi zespół dworsko-folwarczny.